# Lớp tàu khu trục U và V
Lớp tàu khu trục U và V là một lớp bao gồm mười sáu tàu khu trục được Hải quân Hoàng gia Anh Quốc hạ thủy vào những năm 1942-1943. Chúng được đặt hàng trong Chương trình Khẩn cấp Chiến tranh như những Chi hạm đội Khẩn cấp 7 và 8, và phục vụ cùng hạm đội chủ lực cũng như trong vai trò hộ tống vận tải trong Chiến tranh Thế giới thứ hai.

## Thiết kế và chế tạo
Những chiếc trong lớp được đặt tên bắt đầu bằng ký tự "U" và "V" tương ứng; cho dù người ta cũng quay trở lại truyền thống trước chiến tranh đặt tên những soái hạm khu trục dẫn đầu mỗi chi hạm đội theo tên những vị chỉ huy Hải quân Hoàng gia nổi bật, nhằm tưởng niệm các soái hạm khu trục bị mất trong chiến tranh, là Grenville và Hardy tương ứng. Chúng được trang bị Máy tính Kiểm soát hỏa lực góc cao với đồng hồ kíp nổ định thời.

## Lịch sử hoạt động
Hoạt động nổi bật nhất của lớp có lẽ là khi Verulam, Venus, Vigilant và Virago, hình thành nên Chi hạm đội Khu trục 26, đã tham gia Chiến dịch Dukedom phục kích và đánh chìm tàu tuần dương Nhật Bản Haguro ngoài khơi Sumatra vào ngày 16 tháng 5 năm 1945. Hardy là chiếc duy nhất trong lớp bị mất trong chiến tranh, do bị tàu ngầm Đức U-278 đánh hỏng vào ngày 30 tháng 1 năm 1944, và sau đó bị đánh đắm bởi HMS Venus.

## Những chiếc trong lớp
| Tàu         | Đặt lườn             | Hạ thủy              | Hoạt động            | Số phận                                                                                         |
| Lớp U       | Lớp U                | Lớp U                | Lớp U                | Lớp U                                                                                           |
| ----------- | -------------------- | -------------------- | -------------------- | ----------------------------------------------------------------------------------------------- |
| Grenville † | 1 tháng 11 năm 1941  | 12 tháng 10 năm 1942 | 27 tháng 5 năm 1943  | Cải biến thành tàu frigate Kiểu 15, 1953; ngừng hoạt động 1974, tháo dỡ 1983                    |
| Ulster      | 12 tháng 11 năm 1941 | 9 tháng 11 năm 1942  | 30 tháng 6 năm 1943  | Cải biến thành tàu frigate Kiểu 15, 1953; ngừng hoạt động 1977, tháo dỡ 1980                    |
| Ulysses     | 14 tháng 3 năm 1942  | 22 tháng 4 năm 1943  | 23 tháng 12 năm 1943 | Cải biến thành tàu frigate Kiểu 15, 1953; ngừng hoạt động 1963, tháo dỡ 1970                    |
| Undaunted   | 8 tháng 9 năm 1942   | 19 tháng 7 năm 1943  | 3 tháng 3 năm 1944   | Cải biến thành tàu frigate Kiểu 15, 1953; ngừng hoạt động 1974, đánh chìm như một mục tiêu 1978 |
| Undine      | 18 tháng 3 năm 1942  | 1 tháng 6 năm 1943   | 23 tháng 12 năm 1943 | Cải biến thành tàu frigate Kiểu 15, 1954; ngừng hoạt động 1960, tháo dỡ 1964                    |
| Ursa        | 2 tháng 5 năm 1942   | 22 tháng 7 năm 1943  | 1 tháng 3 năm 1944   | Cải biến thành tàu frigate Kiểu 15, 1953; ngừng hoạt động 1966, tháo dỡ 1967                    |
| Urchin      | 28 tháng 3 năm 1942  | 8 tháng 3 năm 1943   | 24 tháng 9 năm 1943  | Cải biến thành tàu frigate Kiểu 15, 1952; ngừng hoạt động 1964, tháo dỡ 1967                    |
| Urania      | 18 tháng 6 năm 1942  | 19 tháng 5 năm 1943  | 18 tháng 1 năm 1944  | Cải biến thành tàu frigate Kiểu 15, 1953; ngừng hoạt động 1977, tháo dỡ 1980                    |
| Lớp V       |                      |                      |                      |                                                                                                 |
| Venus       | 12 tháng 1 năm 1942  | 22 tháng 2 năm 1943  | 28 tháng 8 năm 1943  |                                                                                                 |
| Verulam     | 26 tháng 1 năm 1942  | 22 tháng 4 năm 1943  | 10 tháng 12 năm 1943 |                                                                                                 |
| Vigilant    | 31 tháng 1 năm 1942  | 22 tháng 12 năm 1942 | 10 tháng 9 năm 1943  |                                                                                                 |
| Virago      | 16 tháng 2 năm 1942  | 4 tháng 2 năm 1943   | 5 tháng 11 năm 1943  |                                                                                                 |
| Hardy †     | 14 tháng 5 năm 1942  | 18 tháng 3 năm 1943  | 14 tháng 8 năm 1943  | Bị tàu ngầm Đức U-278 đánh chìm, 30 tháng 1 năm 1944                                            |
| Valentine   | 8 tháng 10 năm 1942  | 2 tháng 9 năm 1943   | 28 tháng 2 năm 1944  | Chuyển cho Hải quân Hoàng gia Canada như là chiếc HMCS Algonquin                                |
| Vixen       | 31 tháng 10 năm 1942 | 14 tháng 9 năm 1943  | 5 tháng 3 năm 1944   | Chuyển cho Hải quân Hoàng gia Canada như là chiếc HMCS Sioux                                    |
| Volage      | 31 tháng 12 năm 1942 | 15 tháng 12 năm 1943 | 26 tháng 5 năm 1944  |                                                                                                 |

†: Soái hạm khu trục